# Nyikolaj Ivanovics Noszkov
Nyikolaj Ivanovics Noszkov, (Николай Иванович Носков) (Gagarin, 1956. január 12. –) orosz rockénekes.
1987 és 1990 között a Gorkij Park együttes tagja volt.

## Diszkográfia

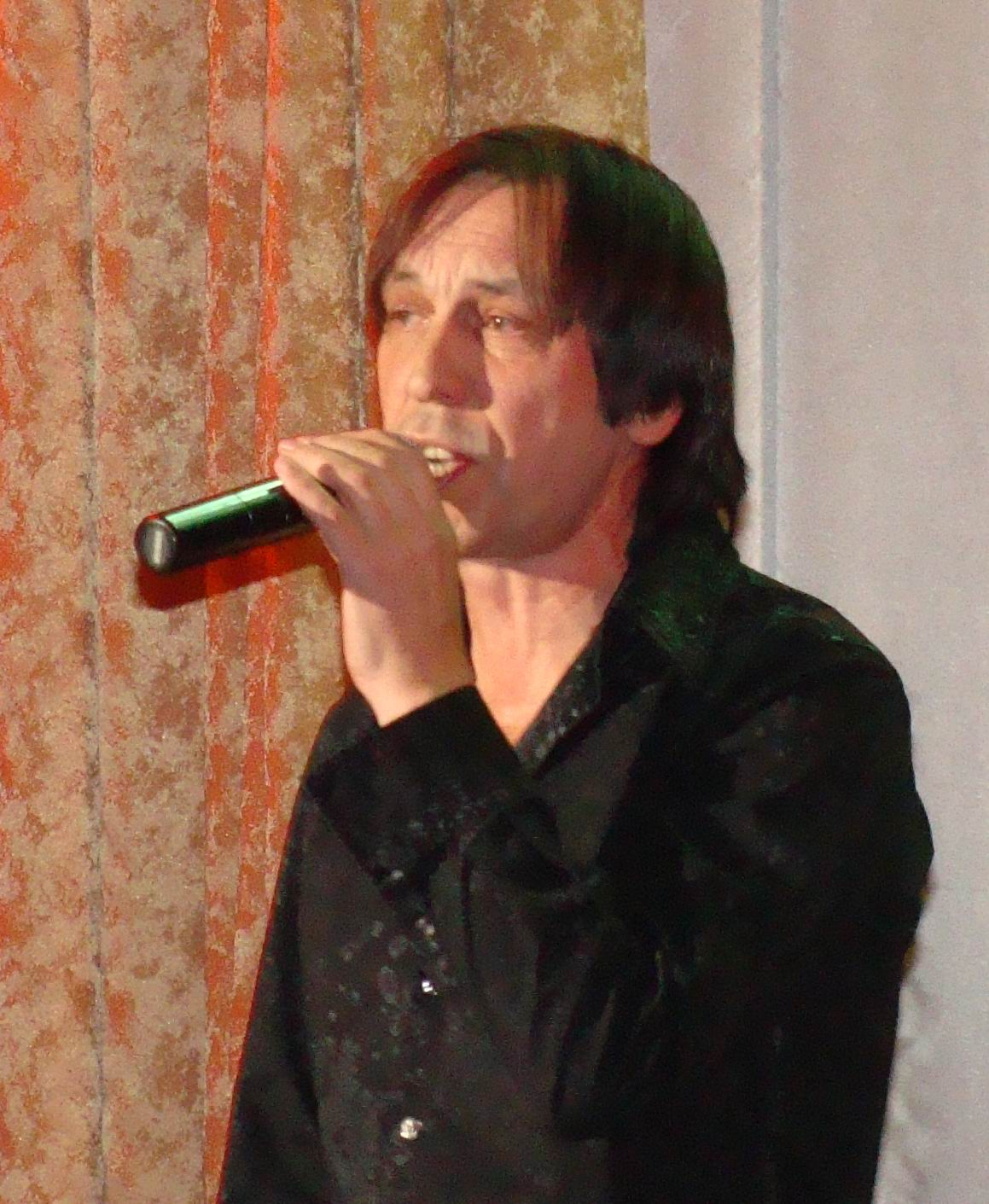
Nikolai Noskov (2009)

Ensemble Moscow (Москва)
- НЛО (UFO, 1982)

Grand Prix együttes (Гран-при)
- К теологии (EP) (1988)

Gorky Park együttes
- Gorky Park (1989)

Nikolai együttes (Николай)
- Mother Russia (1994)

### Szólóalbumok
- Я тебя люблю (I Love You, 1998) (Блажь, Whim[1][2])
- Стёкла и бетон (Glass and Concrete, 2000) (Паранойя, Paranoia)[3]
- Дышу тишиной (Breathing the Silence, 2000)[4][5]
- По пояс в небе (Waist-deep in the Sky, 2006)[6]
- Оно того стоит (It's worth it, 2011).[7][8]
- Без названия (No Name, 2012) (Мёд, Honey)